# Интерференция фундаментов
Интерференция фундаментов — изменение предельной несущей способности фундаментов, расположенных близко к друг другу.

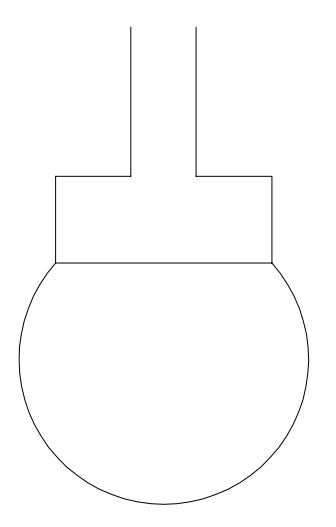
На рисунке показана изобара напряжений фундамента, несущего структурную нагрузку.

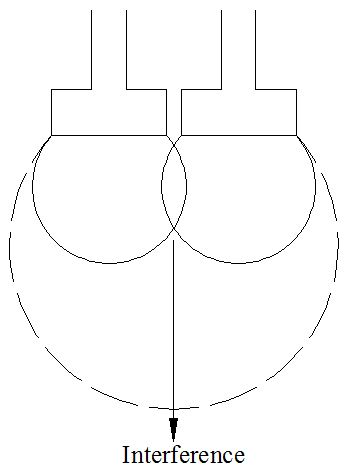
Два фундамента, несущие структурную нагрузку, расположены близко друг к другу. Из-за интерференции изобары напряжений отдельных взаимодействующих оснований сливаются, образуя единую изобару больших размеров, изменяя характерное поведение изолированного основания.

Фундаменты в основном проектируются на основе двух критериев: несущей способности и осадки. Многие классические теории были постулированы для изолированных основ многими пионерами, такими как Терцаги (1943), Мейерхофф (1963), Хансен (1970) и Весич (1973). Когда изолированный неглубокий фундамент нагружен, зона напряжения или разрушения в грунте фундамента простирается в горизонтальном направлении по обе стороны от фундамента примерно на двойную ширину фундамента и по вертикали вниз. направлении примерно в три раза больше ширины фундамента. До тех пор, пока зона напряжения или разрушения отдельных фундаментов не перестанет мешать, отдельные фундаменты ведут себя как изолированные фундаменты. Тем не менее, во многих ситуациях, таких как нехватка места для строительства, структурные ограничения, быстрая урбанизация, архитектура здания, строения близко друг к другу и т. д. В таких ситуациях фундаменты или группы фундаментов могут располагаться близко друг к другу. В таких случаях изобары напряжений или зоны разрушения близко расположенных изолированных фундаментов могут мешать друг другу, что приводит к интерференции.
Стюарт  был первым в изучении явления интерференции близко расположенных поверхностных ленточных оснований. Он исследовал влияние интерференции фундаментов на предельную несущую способность ленточных фундаментов путём теоретического анализа с использованием метода предельного равновесия, предполагая нелинейную поверхность разрушения, в которой поперечное сечение состоит из логарифмической спирали и прямолинейного участка, касательного к криволинейному участку. Далее Стюарт (1962) провёл несколько небольших лабораторных экспериментов и сравнил результаты теоретического анализа с результатами эксперимента и пришёл к выводу, что предельная несущая способность двух взаимодействующих фундаментов увеличивается с уменьшением расстояния между фундаментами и достигает максимальной величины. на некотором расстоянии, называемом критическим расстоянием. Вест и Стюарт  (1965) провели несколько теоретических анализов с использованием метода характеристик напряжения для наблюдения за эксцентриситетом нагрузки и реакциями в основании фундамента в результате интерференционного эффекта для фундаментов на песке. Результаты, полученные с помощью этой теории, были меньше, чем результаты, полученные Стюартом (1962) с использованием метода предельного равновесия; однако тенденция была аналогична вариации, наблюдаемой Стюартом (1962), и результаты, полученные экспериментально, разумно совпадали с результатами теоретического анализа. Исследователи провели исследование с помощью теоретических или численных методов интерференционных оснований, используя различные методы, в том числе, Метод конечных разностей.    